# Lekkoatletyka na Letnich Igrzyskach Olimpijskich 1984 – pchnięcie kulą kobiet
Pchnięcie kulą kobiet podczas XXIII Letnich Igrzysk Olimpijskich w Los Angeles rozegrano 3 sierpnia 1984 (finał) na stadionie Los Angeles Memorial Coliseum. Nie przeprowadzono kwalifikacji do finału ze względu na zbyt małą liczbę zgłoszonych zawodniczek (13). Zwyciężczynią została reprezentantka Republiki Federalnej Niemiec Claudia Losch.

## Rekordy

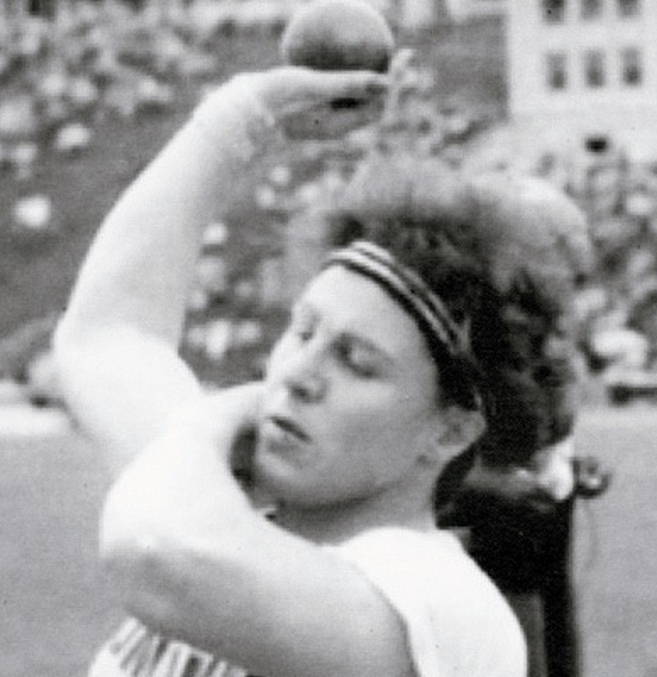
Mihaela Loghin

|                   | Zawodniczka      | Narodowość | Wynik | Data               | Miejsce |
| ----------------- | ---------------- | ---------- | ----- | ------------------ | ------- |
| Rekord świata     | Natalja Lisowska | ZSRR       | 22,53 | 27 maja 1983(dts)  | Soczi   |
| Rekord olimpijski | Ilona Slupianek  | NRD        | 22,41 | 24 lipca 1980(dts) | Moskwa  |

## Wyniki
| Poz. - pozycja |
| – rekord świata \| – rekord krajowy \| – rekord życiowy \| = – wyrównany rekord życiowy \| · – najlepszy wynik w sezonie \| = – wyrównany najlepszy wynik w sezonie \| – rekord olimpijski |
| Fn – falstart \| DNF – nie ukończyła \| DNS – nie wystartowała \| DSQ – zdyskwalifikowana                                                                                                  |

### Finał
| Poz. | Zawodniczka          | Reprezentacja     | Próby | Próby | Próby | Próby | Próby | Próby | Wynik |
| Poz. | Zawodniczka          | Reprezentacja     | 1     | 2     | 3     | 4     | 5     | 6     | Wynik |
| ---- | -------------------- | ----------------- | ----- | ----- | ----- | ----- | ----- | ----- | ----- |
| 01 ! | Claudia Losch        | RFN               | 19,97 | 20,31 | 19,33 | 20,06 | 19,96 | 20,48 | 20,48 |
| 02 ! | Mihaela Loghin       | Rumunia           | 19,67 | 19,73 | 19,95 | 20,47 | 20,25 | 20,09 | 20,47 |
| 03 ! | Gael Martin          | Australia         | 18,10 | 19,19 | 18,75 | 18,53 | x     | 18,34 | 19,19 |
| 4.   | Judy Oakes           | Wielka Brytania   | 18,14 | 17,76 | 18,01 | 18,08 | x     | 17,81 | 18,14 |
| 5.   | Li Meisu             | Chiny             | 17,37 | x     | 17,44 | 17,96 | 17,61 | 17,19 | 17,96 |
| 6.   | Venissa Head         | Wielka Brytania   | x     | 17,90 | x     | 17,37 | 15,59 | 16,40 | 17,90 |
| 7.   | Carol Cady           | Stany Zjednoczone | 17,22 | 17,23 | 17,10 | 16,83 | 16,32 | 17,19 | 17,23 |
| 8.   | Florența Crăciunescu | Rumunia           | 16,62 | 17,23 | 17,10 | 16,45 | x     | 17,05 | 17,23 |
| 9.   | Lorna Griffin        | Stany Zjednoczone | 15,87 | 16,08 | 17,00 | NQ    | NQ    | NQ    | 17,00 |
| 10.  | Yang Yanqin          | Chiny             | 16,76 | 16,97 | 16,48 | NQ    | NQ    | NQ    | 16,97 |
| 11.  | Ramona Pagel         | Stany Zjednoczone | 16,06 | 15,69 | 15,90 | NQ    | NQ    | NQ    | 16,06 |
| 12.  | Carmen Ionesco       | Kanada            | 14,92 | 15,25 | 14,96 | NQ    | NQ    | NQ    | 15,25 |
| 13.  | Odette Mistoul       | Gabon             | 14,39 | x     | 14,59 | NQ    | NQ    | NQ    | 14,59 |